# Wnętrze kościoła św. Bawona w Haarlemie
Wnętrze kościoła św. Bawona w Haarlemie – obraz olejny Pietera Saenredama, holenderskiego malarza, który specjalizował się w malowaniu architektury, a w szczególności wnętrz kościelnych i był znaczącym przedstawicielem szkoły haarlemskiej.
Dzieło początkowo należało do kolekcji Muzeum Polskiego w Rapperswilu. W 1927 obraz został przejęty przez Muzeum Narodowe, w czasie II wojny światowej został zrabowany przez hitlerowców i wywieziony do Niemiec. Odzyskany w 1946 i od 1952 znajduje się w Galerii Malarstwa Szkół Północnych Muzeum Narodowego w Warszawie.

## Opis obrazu
Pieter Saenredam ukazał fragment wnętrza kościoła św. Bawona w Haarlemie, który był częstym tematem jego prac. Na pierwszym planie przedstawiona została nawa główna, a w głębi boczna, północna. Kompozycja została ujęta w ramy wyznaczone przez dwie olbrzymie kolumny, za którymi częściowo widać zamknięte organy i triforium. W kościele znajduje się kilka osób, w nawie głównej stoi mężczyzna w towarzystwie kobiety, pod kolumną siedzi żebraczka z dzieckiem i psem. Obok nich z prawej strony widać kolejną postać przechodzącego mężczyzny.
Kolorystyka obrazu jest stonowana i jasna, niemal monochromatyczna, dominują barwy żółtawo szare. Na uwagę zasługują miękko i subtelnie oddane zmiany oświetlenia na murach kościoła.
Atrybucja dzieła nie budzi wątpliwości i jest dobrze udokumentowana. Obraz jest sygnowany podpisem: Anno Pieter Saenredam fecit 1635. Zachowały się też dwa wcześniej wykonane studia przygotowawcze – szkic datowany 14 października 1634 (obecnie w archiwum miejskim Haarlemu) i rysunek z listopada 1634, znajdujący się w kolekcji F. Lugt w Hadze. Napis na rysunku informuje, że obraz ukończono 15 października 1635.

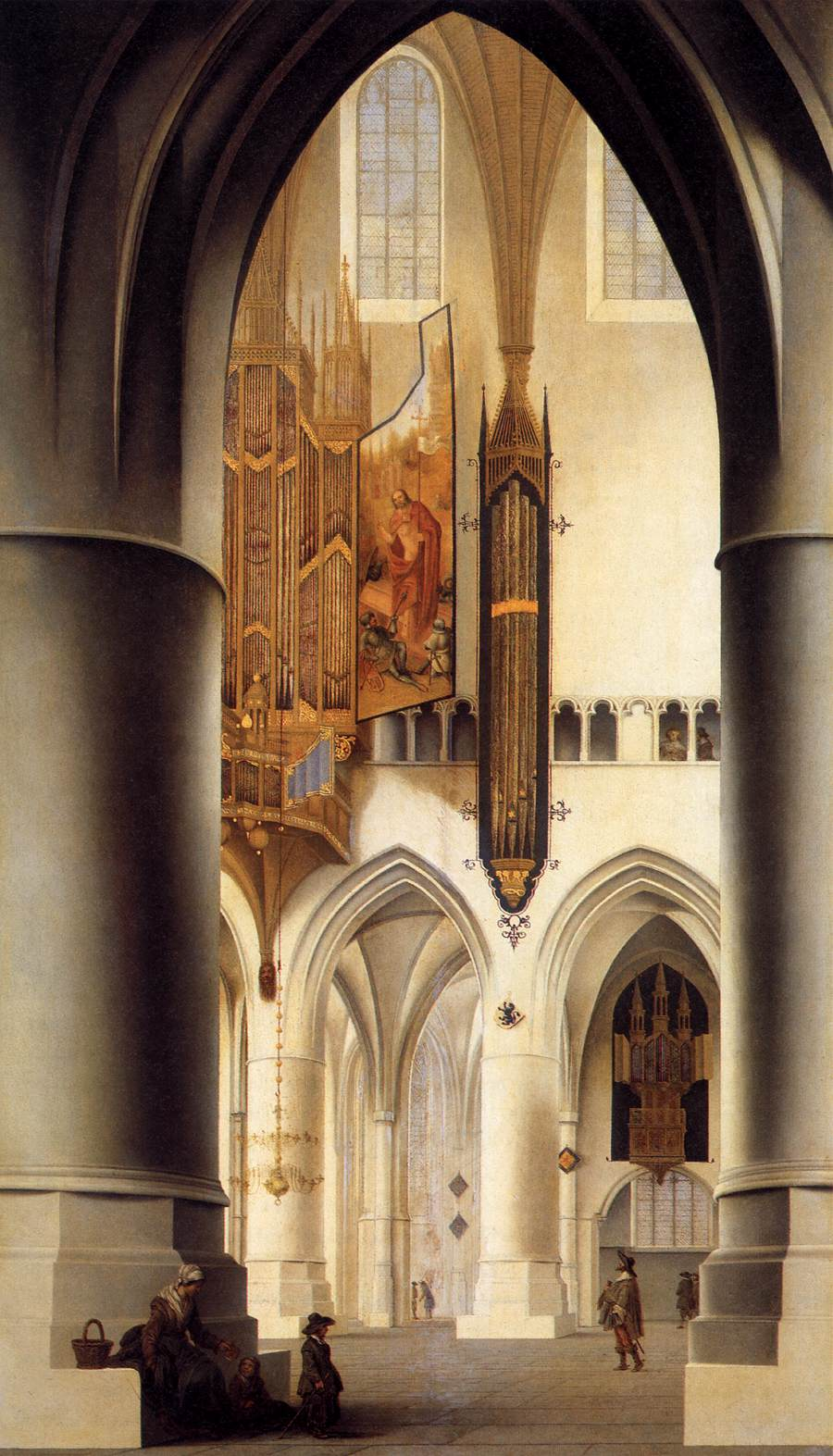
Obraz z Rijksmuseum pod tym samym tytułem. Zwraca uwagę inne oświetlenie, organy są otwarte, przez okna widoczny jest błękit nieba.

## Nawiązania
W Rijksmuseum w Amsterdamie znajduje się inny obraz autora, przedstawiający nieco ukośnie ten sam fragment świątyni. W tym przypadku wnętrze jest jasno oświetlone, a kontrasty świetlne są bardziej widoczne. Prawdopodobne obraz z Amsterdamu oddaje wygląd kościoła w południe, gdy przez otwory okienne do środka dostaje się dużo światła. Natomiast praca z Muzeum Narodowego przedstawia, to samo wnętrze w dzień pochmurny lub po południu, gdy szczegóły są już mniej widoczne i zamglone.